# Anna Schewtschenko
Anna Schewtschenko (* 4. August 1993) ist eine ehemalige kasachische Skilangläuferin.

## Werdegang
Schewtschenko startete international erstmals im Januar 2011 bei den Nordischen Junioren-Skiweltmeisterschaften 2011 in Otepää. Dort belegte sie den 46. Platz über 5 km Freistil. Im folgenden Jahr errang sie bei den Nordischen Junioren-Skiweltmeisterschaften 2012 in Erzurum den 12. Platz über 5 km klassisch, den 11. Platz im Skiathlon und den achten Platz mit der Staffel. Zu Beginn der Saison 2012/13 debütierte sie in Gällivare im Skilanglauf-Weltcup und kam dabei auf den 18. Platz mit der Staffel. Bei den Nordischen Junioren-Skiweltmeisterschaften 2013 in Liberec kam sie auf den 15. Platz im Skiathlon, auf den 13. Rang über 5 km Freistil und auf den 11. Platz mit der Staffel. Ihre besten Ergebnisse bei den Nordischen Skiweltmeisterschaften 2013 im Fleimstal waren der 36. Platz im 30-km-Massenstartrennen und der 15. Rang mit der Staffel. Im Dezember 2013 nahm sie an der Winter-Universiade 2013 in Lago di Tesero teil. Dabei war der 19. Platz im Skiathlon ihre beste Platzierung. Im folgenden Monat wurde sie kasachische Meisterin in der Verfolgung. Bei den U23-Weltmeisterschaften 2014 im Fleimstal gelang ihr der 37. Platz im Sprint, der 32. Rang über 10 km klassisch und der 15. Platz im Skiathlon. Im Februar 2015 belegte sie bei den U23-Weltmeisterschaften 2015 in Almaty den 36. Platz im Sprint, den 23. Platz im Skiathlon und den 19. Rang über 10 km Freistil und bei den Nordischen Skiweltmeisterschaften 2015 in Falun jeweils den 46. Platz im Sprint und im Skiathlon und den 41. Rang im 30-km-Massenstartrennen. Zu Beginn der Saison 2016/17 errang sie bei der Weltcup Minitour in Lillehammer den 48. Platz. Bei der Winter-Universiade 2017 in Almaty gewann sie jeweils die Bronzemedaille im 15-km-Massenstartrennen, über 5 km klassisch und in der Verfolgung, die Silbermedaille mit der Staffel und die Goldmedaille im Mixed Teamsprint. Ihre besten Ergebnisse bei den Nordischen Skiweltmeisterschaften 2017 in Lahti waren der 23. Platz im Skiathlon, der 14. Platz zusammen mit Anna Stojan im Teamsprint und der 12. Rang mit der Staffel. Zu Beginn der Saison 2017/18 holte sie beim Ruka Triple, den sie auf dem 57. Platz beendete, mit dem 30. Platz über 10 km klassisch ihren ersten Weltcuppunkt. Die Tour de Ski 2017/18 beendete sie auf dem 27. Platz. Dabei erreichte sie im Val di Fiemme mit dem 16. Platz im 10-km-Massenstartrennen ihr bestes Ergebnis im Weltcupeinzel. Ihre besten Platzierungen bei den Olympischen Winterspielen 2018 in Pyeongchang waren der 29. Platz im Sprint und der 20. Rang zusammen mit Walerija Tjulenewa im Teamsprint. Im März 2018 wurde sie in Schtschutschinsk kasachische Meisterin im Sprint und im Skiathlon.
Ihre besten Resultate bei den Nordischen Skiweltmeisterschaften 2019 in Seefeld in Tirol waren der 33. Platz im 30-km-Massenstartrennen und der 15. Rang mit der Staffel. Im März 2019 wurde sie in Schtschutschinsk kasachische Meisterin im Sprint, in der Verfolgung und im 30-km-Massenstartrennen. In der Saison 2020/21 wurde sie kasachische Meisterin über 10 km klassisch und errang bei den Nordischen Skiweltmeisterschaften 2021 in Oberstdorf den 52. Platz im Sprint und den 17. Platz im Teamsprint. Im April 2021 wurde sie von der FIS Independent Anti-Doping Delegate wegen des Verstoßes gegen die FIS-Anti-Doping-Regeln für ein Jahr gesperrt. Sie war im Jahr 2020 dreimal bei Dopingkontrollen nicht anwesend.